# Francesco Ghittoni
Francesco Ghittoni (Rizzolo, 25 marzo 1855 – Piacenza, 17 agosto 1928) è stato un pittore italiano, principalmente di dipinti di genere sulla vita dei lavoratori rurali, ma anche ritratti, soggetti sacri e, in età avanzata, paesaggi. I suoi primi dipinti erano in stile realista.

## Biografia
Iniziò gli studi all'Istituto Gazzola di Lorenzo Toncini, e vi studiò per circa un decennio. Dopo il 1873, lavorò per Giovanni Bernardino Pollinari. Nel 1881 presentò due dipinti di genere all'Esposizione nazionale di Milano. Nel 1903 fu nominato curatore del Museo Civico di Piacenza e nel 1911 divenne accademico presso l'Istituto Gazzola, dove ebbe tra gli altri allievo Alfredo Soressi e, per un anno, Ernesto Giacobbi . Morì nel 1928 a Piacenza. Nel 1939, un altro suo allievo, Giacomo Bertucci, organizzò una mostra postuma a Piacenza.